# سنگ‌نوشته مهرنرسی
سنگ‌نوشتهٔ مهرنرسی سنگ‌نوشته‌ای بر دامنهٔ کوه جنوبی گذرگاه تنگاب، در مسیر جادهٔ باستانی شهر گور است که به فرمان مهرنرسی وزیر ساسانی و به یادبود احداث پلی در این محل نگاشته شده‌است. کتیبه مهرنرسه در فهرست آثار ملی ایران قرار دارد.

## ویژگی‌ها
سنگ‌نوشته بر سطحی به ابعاد ۸۰ در ۵۰ سانتیمتر و در هفت سطر درشت پهلوی نوشته شده و در آن آثار فرسایش به ویژه در سطرهای اول، ششم و هفتم دیده می‌شود. هم سنگ‌نوشته و هم بقایای پل مربوط به آن نزدیک نقش‌برجسته تاج‌ستانی اردشیر بابکان قرار دارند.

## کشف و خوانش
نخستین بار ارنست هرتسفلد در گزارش سال ۱۹۲۴ خود به انجمن خاورشناسی آلمان از وجود این سنگ‌نوشته خبر داد
، اگر چه ندانسته آن را متعلق به ابرسام وزیر اردشیر بابکان دانست. در سال ۱۹۴۷ رومن گیرشمن نسخه‌ای از سنگ‌نوشته و برگردان فرانسوی آن را ارائه داد. او نیز مانند هرتسفلد معتقد بود که سنگ‌نوشته به سفارش ابرسام نوشته شده‌است
.
والتر هنینگ زبان‌شناس که در درستی خوانش هرتسفلد و گیرشمن تردید داشت، ضمن سفری به ایران در سال ۱۹۵۰ فرصت یافت تا کتیبه را از نزدیک ببیند و یک قالب لاتکس از آن بگیرد. با بررسی دقیق قالب، سرانجام هنینگ توانست نام واقعی صاحب سنگ‌نوشته – مهرنرسی – را در میانه سطر یکم و انتهای سطر چهارم بازشناسد.

## متن
نویسه‌گردانی
```
ZNE pwhly mtrnrshy ZY RBA
prmt’l rwb’n ZY NPŠE r’dy
MN SBW ZY NPŠH plm’t bstny
MNW PWN ZNE r’sy YATWN mtrnrshy
APš prcndyn ’plyny ’yw ABYDWN
AYKš ZNE wtly KON bsty APš
AD yzd’n hdyb’l mwsty W KDBA BYN LAYTY

```

آوانویسی
```
ēn puhl Mihrnarseh ī wuzurg
framadār rūwān ī xwēš rāy
az xīr ī xwēš framād bastan
kē pad ēn rāh āmad Mihrnarseh
u-š frazandān āfrīn ēw kunēd
u-š ēn widār nūn bast u-š
tā yazdān ayār must ud drō andar nest

```

ترجمه
```
این پل به دستور مهرنرسه،
وزرگ فرمذار، برای شادی روان خویش
و با هزینهٔ خویش ساخته شد.
هر که به این راه بیاید، مهرنرسه
و فرزندانش را آفرین کند
زیرا که او این گذرگاه را در این‌جا بنا نهاد.
با کمک و لطف خداوند، نادرستی و فریب در آن‌جا نخواهد بود

```